# Língua de sinais de Hong-Kong
A Língua de Sinais de Hong-Kong (em Portugal: Língua Gestual de Hong-Kong) é a língua de sinais (pt: língua gestual) usada pela comunidade surda de Hong-Kong, na República Popular da China.